# Acanthochaenus luetkenii
Acanthochaenus luetkenii är en fiskart som beskrevs av Gill, 1884. Acanthochaenus luetkenii ingår i släktet Acanthochaenus och familjen Stephanoberycidae. Inga underarter finns listade i Catalogue of Life.